# Фёдоров, Михаил (музыкант)
Михаил Александрович («FM») Фёдоров (5 июня 1994, Тамбов) — российский рок-музыкант, мультиинструменталист, вокалист и основатель музыкальных коллективов «Рваные Раны» и «Мысли Оли», а также основатель и композитор проекта «Музыка для сна детям».

## Биография
Михаил Фёдоров родился 5 июня 1994 года в посёлке Умёт Тамбовской области . Образование получил в местной Школе № 3. Интерес к музыке проявился в возрасте десяти лет. С двенадцати лет начал осваивать гитару и сочинять стихи. Некоторое время подрабатывал грузчиком, чтобы приобрести электрогитару. В 14 лет начал выступать в составе своей первой музыкальной группы на школьных мероприятиях. Посещал музыкальную школу.
Некоторое время брал уроки игры на гитаре у Дениса Хромых, участника группы «План Ломоносова». Во время летних каникул после окончания девятого класса переехал в Москву, где познакомился с участниками кавер-группы Reds Bulls. В 2011 году, в возрасте 16 лет, окончательно переехал в Москву и стал участником Reds Bulls в качестве вокалиста и гитариста.
Спустя год Михаил уходит из группы и в 2012 году начинает свой сольный проект «FM». Название для проекта музыкант взял из своего прозвища, которое получил ещё в детстве. 29 августа 2012 выпустил дебютный альбом «Смысл жизни». В 2014 году вышли мини-альбом «Счастье» и студийный альбом «Дембельский Альбом».
В январе 2015 года Фёдоров основал панк-группу «Рваные Раны» и начал работу над её дебютным альбомом. В течение двух лет самостоятельно записывал партии всех инструментов. За это время сменил семь звукозаписывающих студий и неоднократно перезаписывал вокальные партии. Альбом «Крик самоубийцы» был выпущен 7 января 2017 года. В записи приняли участие Вячеслав Соколов и Александр Растич — вокалисты таких групп как Amatory и «7раса», их вокал звучит в композиции «Ангел 6.06». Средства от продаж альбома были переданы в благотворительный фонд «Настенька». 11 сентября 2017 года вышел второй альбом группы — «Там, где кончается душа».
В 2018 году было объявлено о подготовке третьего альбома под названием «Приступ эпохи безумия», в котором перед каждой песней предполагалось включение стихотворных вступлений, озвученных актрисой Линой Ивановой. Альбом вышел 14 марта 2019 года.
В начале 2019 года Фёдоров основал проект «Мысли Оли». 26 февраля 2020 года вышел дебютный альбом проекта под названием «Как говорит Джинджер». По стилистике альбом был схож с творчеством групп «Пошлая Молли» и «Френдзона».
В 2020–2021 годах велась работа над четвёртым студийным альбомом группы «Рваные Раны» под названием «Лучшая проклятая вещь», релиз которого состоялся 5 мая 2022 года. В декабре 2022 года был выпущен сингл «Мама, я прошу, не ругай меня...». В рамках подготовки к пятому, юбилейному студийному альбому, релиз которого запланирован на 2025 год, в сентябре 2024 года вышел сингл «Время юности моей», а в феврале 2025 года — сингл «Детство золотое — весёлая пора».
В 2024 году Михаил Фёдоров запустил проект «Музыка для сна детям», над которым работал с 2022 года в сотрудничестве с командой композиторов. В рамках проекта было выпущено несколько альбомов в жанре музыкальной колыбельной, сочетающей элементы таких стилей, как эмбиент и нью-эйдж. Проект стал основным направлением его деятельности..
Человек уже в 20 лет способен сам выстраивать свою жизнь, заводить 
и формировать семью и отвечать за свои поступки.

### Личная жизнь
Увлекается смешанными единоборствами. Выступает против курения, употребления алкоголя и наркотических веществ. Был участником московского молодёжного волонтёрского движения «Young Power». Среди любимых музыкальных коллективов называет «Король и шут», Sum 41, My Chemical Romance, Green Day.

## Дискография

### Reds Bulls
- 2011 — KAVER RUSSIA

### FM
- 2012 — «Смысл жизни»
- 2014 — «Счастье» (мини-альбом)
- 2014 — «Дембельский альбом»

### «Рваные Раны»
- 2017 — «Крик самоубийцы»
- 2017 — «Там, где кончается душа»
- 2019 — «Приступ эпохи безумия»
- 2022 — «Лучшая проклятая вещь»

#### Синглы
- 2022 — «Мама, я прошу, не ругай меня...»
- 2024 — «Время юности моей»
- 2025 — «Детство золотое — весёлая пора»

### «Мысли Оли»
- 2020 — «Как говорит Джинджер»